# Cineplex

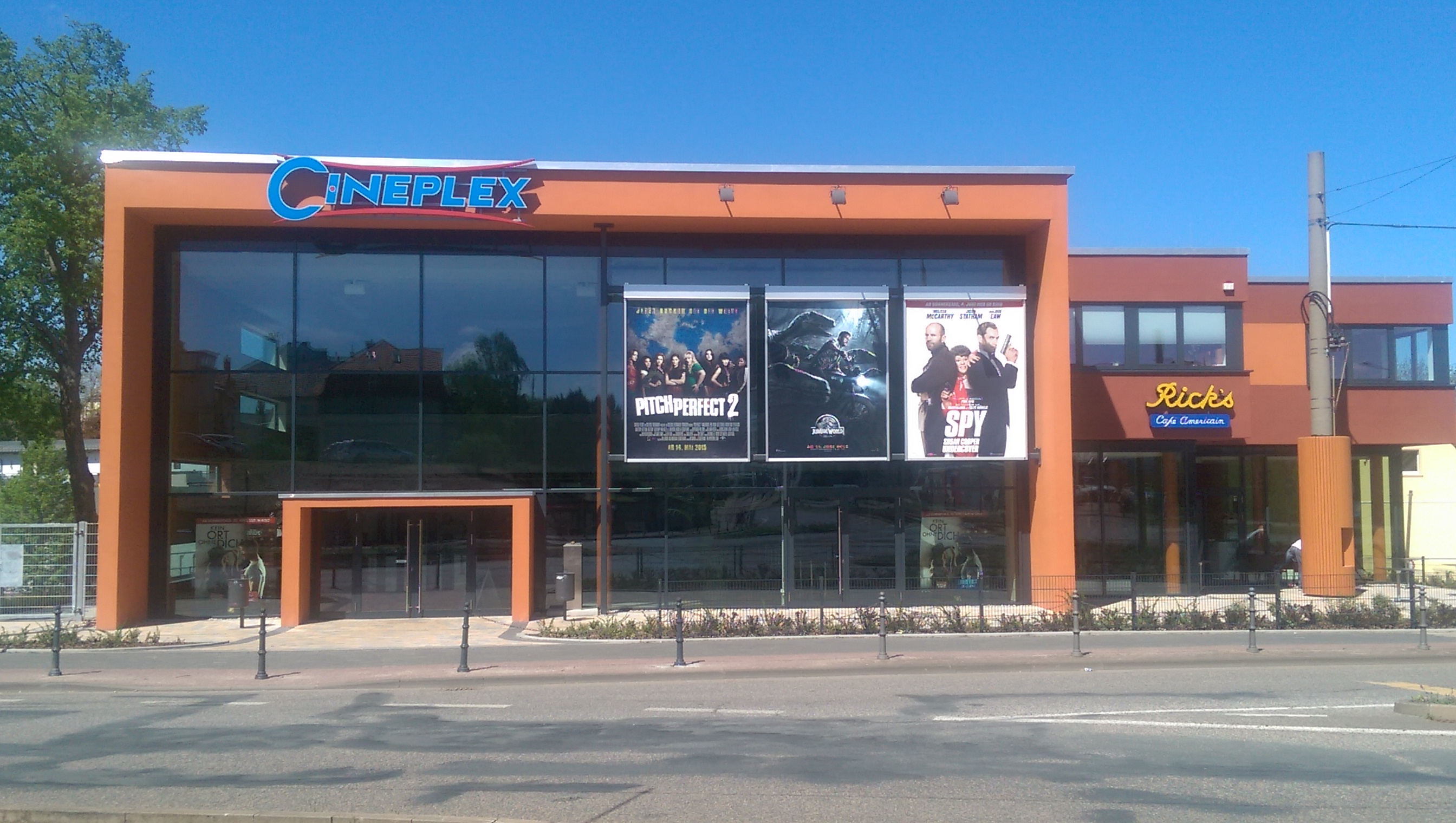
Cineplex in Gotha

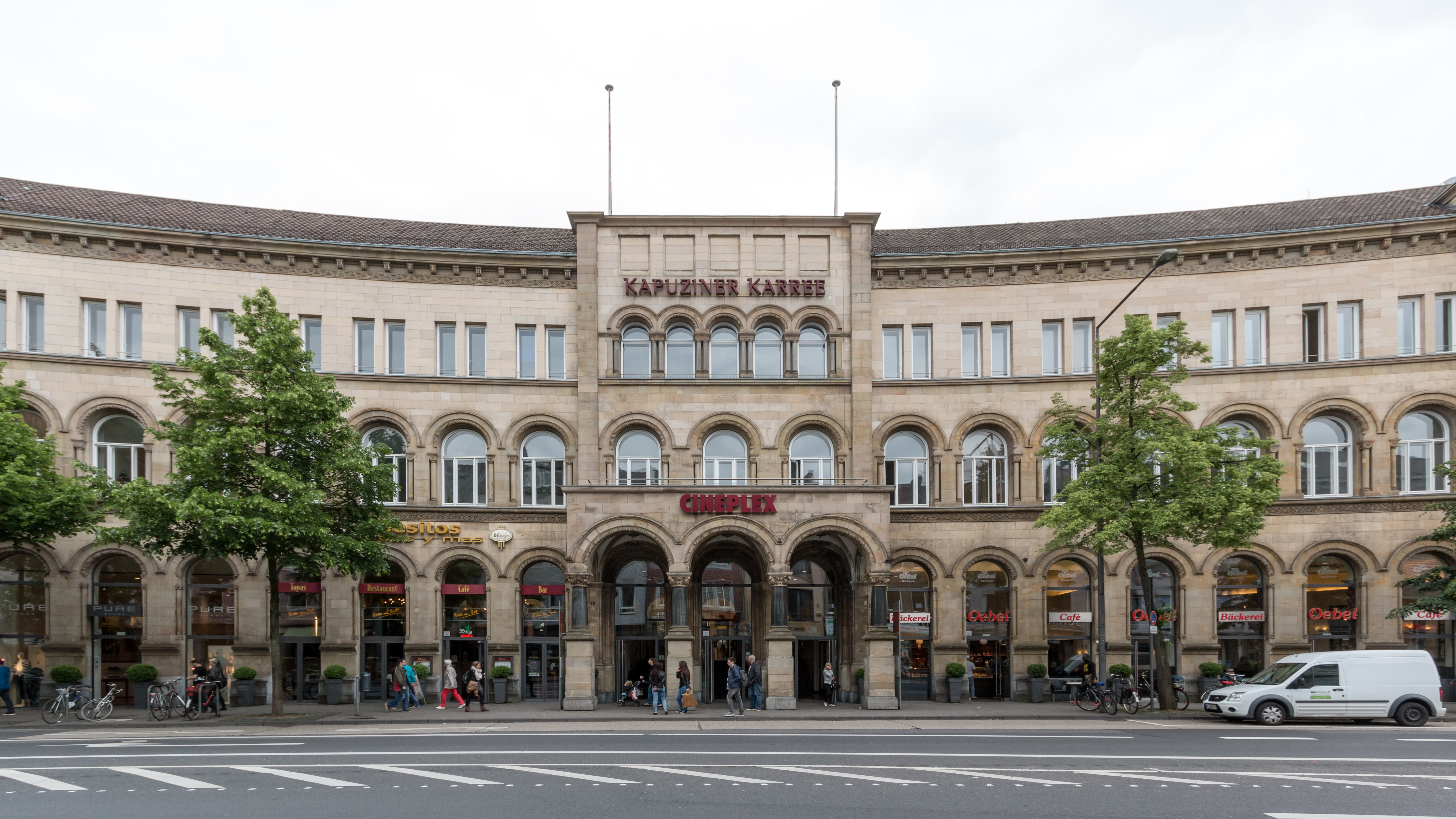
Cineplex in Aachen

Cineplex ist ein 1996 gegründeter Verbund unabhängiger, mittelständischer Kinounternehmen. Die Dachgesellschaft repräsentiert die Gruppe nach außen und ist für gemeinsame Aktivitäten verantwortlich.

## Geschichte
Die Gründung der Cineplex-Gruppe erfolgte 1996. In Bruchsal wurde 1997 das erste Kino der Cineplex-Gruppe eröffnet. Ihm folgte im selben Jahr die Eröffnung des Kinos in Mannheim.
Seit der Gründung expandierte die Cineplex-Gruppe stark. In den letzten Jahren gingen die Besucherzahlen jedoch zurück.
Der Hauptsitz der Cineplex Deutschland GmbH & Co. KG ist in Wuppertal. Bis 2008 war die Zentrale ansässig in Münster (Westfalen), wo die Gruppe seit dem 15. November 2000 ihr erstes Kino mit neun Sälen und insgesamt 2707 Plätzen betreibt.
| Jahr | Gesellschafter/ Betreiber | Kinos | Leinwände | Besucher  |
| ---- | ------------------------- | ----- | --------- | --------- |
| 1997 | 6                         | 21    | 60        | 4,5 Mio.  |
| 2002 | 12                        | 30    | 140       | 7,0 Mio.  |
| 2007 | 26                        | 81    | 423       | 15,5 Mio. |
| 2012 | 26                        | 85    | 471       | 18,0 Mio. |
| 2017 | 25                        | 90    | 518       | 19,0 Mio. |
| 2018 | 26                        | 90    | 550       | 15 Mio.   |

## Merkmale
Die Inhaber der einzelnen Cineplex-Kinos führen die Gestaltung des lokalen Filmprogramms in Eigenregie durch und legen die Eintrittspreise sowie die lokalen Marketingmaßnahmen selbständig fest, während nationale Aktivitäten zentral vom Unternehmenshauptsitz aus Wuppertal gesteuert werden.
Das Cineplex Münster zeigte seit Ende 2007 als erstes deutschsprachiges Kino Europas Filme auf einem Digitalprojektor nach dem 4K-Standard, also mit bis zu 4096 Bildpunkten pro Zeile. Dafür stellte Sony einen neuen Projektor für ein knappes Jahr zur Verfügung, der in Münster im Probebetrieb unter realen Bedingungen getestet wurde. Laut Aussage des Personals lief allerdings außer der Pressevorführung und dem 4K-Promotrailer kein Filmmaterial, das originär in 4K-Qualität vorlag.
Das Cineplex-Kino in der ostwestfälischen Hansestadt Warburg war im Jahr 2011 das erste vollständig auf Digitaltechnik umgerüstete Kino der Gruppe.
Im oberbayerischen Penzing bei Landsberg am Lech wurde im Oktober 2014 im dortigen Cineplex im Saal 2 der erste Laserprojektor in Deutschland in den regelmäßigen Spielbetrieb genommen.
Mit 175 digitalen sowie 3D-Leinwänden war die Cineplex-Gruppe im September 2011 wie bereits im Vorjahr Marktführer in diesem Segment. Ende 2012 war die flächendeckende Digitalisierung abgeschlossen. Mit Der Hobbit wurde 2012 erstmals ein Film mit 48 statt 24 Bildern pro Sekunde gezeigt.
Seit 2022 werben ausgewählte Standorte mit dem Gütesiegel „Cineplex ULTIMATE“ für Vorführungen und Säle mit außergewöhnlich hohem Standard in digitaler Laser-Projektion, Ton und Sitzkomfort.

## Standorte

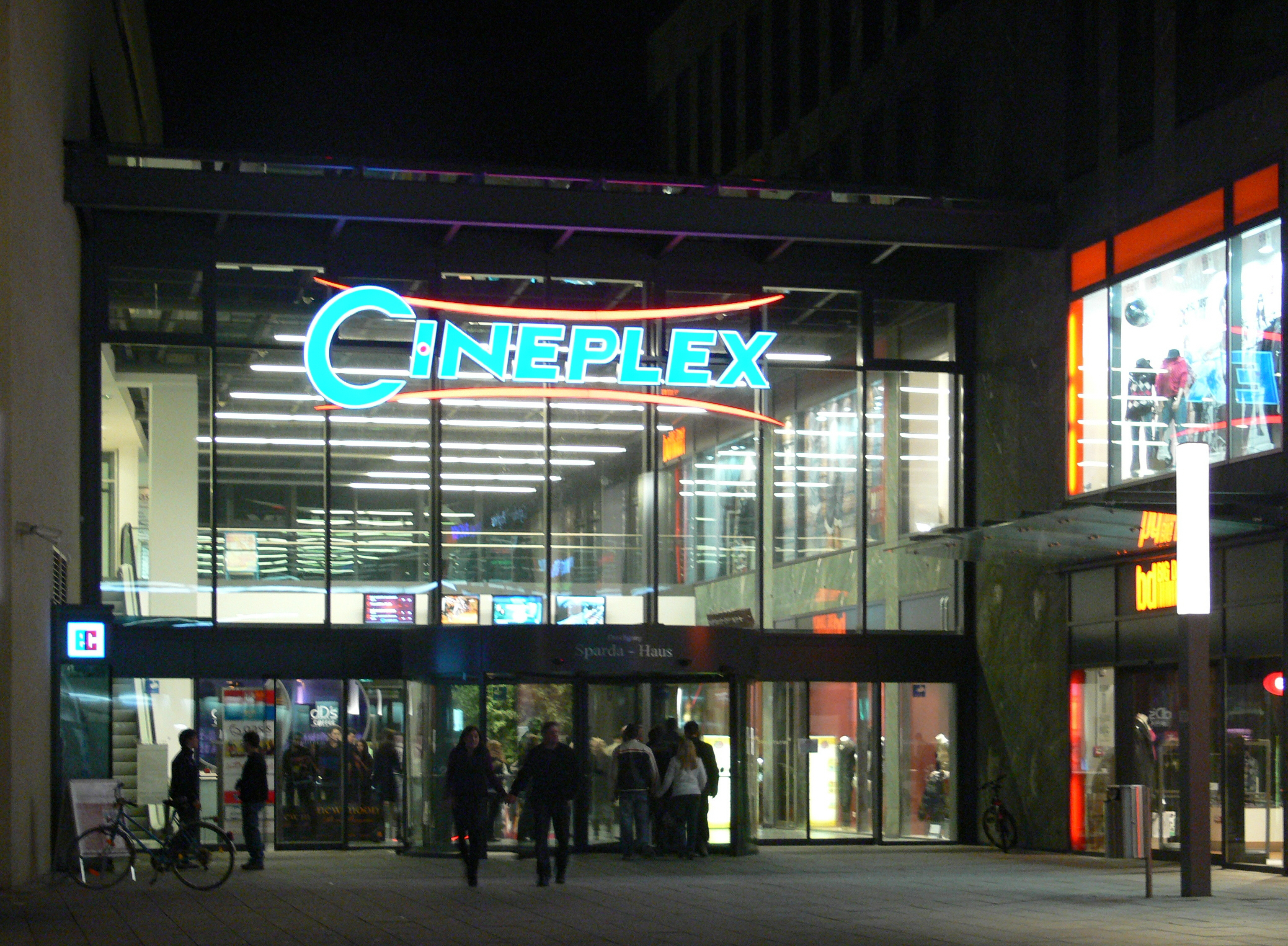
Cineplex in Passau

Im August 2017 war die Cineplex-Gruppe in 65 deutschen Städten an 90 Standorten, darunter 81 3D-Standorten, mit insgesamt 518 Leinwänden und über 91.000 Sitzen vertreten. In Berlin fanden sich zu diesem Zeitpunkt sechs Kinos, in Marburg, Passau und Wiesbaden waren jeweils drei Kinos vor Ort. Die Städte Aachen, Frankfurt, Goslar, Gotha, Lippstadt, Lörrach, Mannheim, Münster, Pforzheim und Ulm hatten jeweils zwei Cineplex-Kinos. An allen anderen Standorten ist die Cineplex-Gruppe mit einem Kino vertreten. Das Cineplex Neufahrn besitzt mit 16 Leinwänden die meisten Kinosäle. Neu-Ulm und Penzing besitzen mit jeweils elf Leinwänden die zweitmeisten, gefolgt von Erding, Mannheim und Memmingen mit jeweils zehn Leinwänden. Die größten Kinos der Cineplex-Gruppe sind in Dettelbach, Münster, Mannheim, Berlin und Neu-Ulm mit jeweils über 2.500 Sitzen zu finden. Das kleinste Kino der Gruppe ist das Scharfrichter-Kino in Passau, das ausschließlich reine Filmkunst präsentiert und dafür regelmäßig mit Kinoprogrammpreisen ausgezeichnet wird.
Im Mai 2023 wurde das Cineplex Planken in Mannheim geschlossen, und das CinemaxX Mannheim wurde offiziell in Cineplex Mannheim umbenannt. Im Juni 2023 wurde das Cineplex Pforzheim geschlossen mit dem Ziel der Erweiterung des rex-Filmpalasts in Pforzheim. In Frankfurt am Main wurden beide Standorte geschlossen: Im Mai 2020 schloss das Eldorado, im April 2024 endete der Spielbetrieb der E-Kinos. Am 12. Juni 2024 wurde die Lichtburg in Ulm nach 72 Jahren geschlossen.
| Stadt                     | Standort                            | Leinwände | Sitze | 3D   |
| ------------------------- | ----------------------------------- | --------- | ----- | ---- |
| Aachen                    | Cineplex Aachen im Kapuziner Karree | 9         | 2323  | ja   |
| Aachen                    | Eden Palast                         | 5         | 801   | ja   |
| Aachen                    | Capitol                             | 1         | 124   | ja   |
| Aichach                   | Cineplex Aichach                    | 7         | 834   | ja   |
| Alsdorf                   | Cineplex Cinetower                  | 7         | 1700  | ja   |
| Amberg                    | Cineplex Amberg                     | 8         | 1018  | ja   |
| Arnsberg                  | Residenz Kinocenter                 | 4         | 540   | ja   |
| Bad Hersfeld              | Cineplex Bad Hersfeld               | 5         | 570   | ja   |
| Bad Kreuznach             | Cineplex Bad Kreuznach              | 9         | 1450  | ja   |
| Baden-Baden               | Cineplex Baden-Baden                | 8         | 1271  | ja   |
| Baunatal                  | Cineplex Baunatal                   | 6         | 688   | ja   |
| Bayreuth                  | Cineplex Bayreuth                   | 8         | 1257  | ja   |
| Bergisch Gladbach         | Cineplex Bensberg                   | 4         | 641   | ja   |
| Berlin                    | Adria                               | 1         | 376   | ja   |
| Berlin                    | Cinema                              | 1         | 119   | nein |
| Berlin                    | Cineplex Alhambra                   | 8         | 1437  | ja   |
| Berlin                    | Cineplex Neukölln                   | 9         | 2573  | ja   |
| Berlin                    | Cineplex Spandau                    | 5         | 1017  | ja   |
| Berlin                    | Cineplex Titania                    | 7         | 1222  | ja   |
| Borkum                    | Filmtheater mitten im Meer          | 1         | 550   | ja   |
| Bruchsal                  | Cineplex Bruchsal                   | 7         | 1275  | ja   |
| Bremen                    | Cineplex Cinespace                  | 11        | 2785  | ja   |
| Brilon                    | Cineplex Brilon                     | 5         | 805   | ja   |
| Dettelbach                | Cineplex Cineworld                  | 9         | 2789  | ja   |
| Dresden                   | Rundkino Dresden                    | 7         | 1448  | ja   |
| Dresden                   | Cineplex Kristallpalast Dresden     | 8         | 2668  | ja   |
| Eisenach                  | Capitol                             | 5         | 653   | ja   |
| Elmshorn                  | Cineplex Elmshorn                   | 7         | 1258  | ja   |
| Erding                    | Cineplex Erding                     | 10        | 1047  | ja   |
| Eschwege                  | Cinemagic                           | 3         | 349   | ja   |
| Euskirchen                | Cineplex Galleria                   | 8         | 1286  | ja   |
| Falkensee                 | Ala Falkensee                       | 1         | 189   | ja   |
| Frankfurt am Main         | Eldorado                            | 1         | 199   | ja   |
| Frankfurt am Main         | E-Kinos                             | 8         | 1376  | ja   |
| Freyung                   | Cineplex Freyung                    | 4         | 500   | ja   |
| Friedrichshafen           | Cineplex Friedrichshafen            | 8         | 1343  | ja   |
| Fürth                     | Metroplex                           | 6         | 1006  | ja   |
| Germering                 | Cineplex Germering                  | 7         | 988   | ja   |
| Goslar                    | Goslarer Theater                    | 4         | 683   | ja   |
| Goslar                    | Cineplex Goslar                     | 8         | 1528  | ja   |
| Gotha                     | Capitol Gotha                       | 1         | 189   | ja   |
| Gotha                     | Cineplex Gotha                      | 7         | 862   | ja   |
| Hamm                      | Cineplex Hamm                       | 7         | 1250  | ja   |
| Juist                     | Filmtheater mitten im Meer          | 1         | 282   | ja   |
| Kassel                    | Cineplex Capitol                    | 7         | 1525  | ja   |
| Köln                      | Cineplex Köln Filmpalast            | 8         | 1400  | ja   |
| Königsbrunn               | Cineplex Königsbrunn                | 6         | 701   | ja   |
| Kulmbach                  | Cineplex Kulmbach                   | 4         | 392   | ja   |
| Leipzig                   | Cineplex Leipzig                    | 8         | 1354  | ja   |
| Leverkusen                | Kinopolis                           | 8         | 1987  | ja   |
| Limburg an der Lahn       | Cineplex Limburg                    | 8         | 1428  | ja   |
| Lippstadt                 | Cinema-Studio                       | 2         | 250   | nein |
| Lippstadt                 | Cineplex Lippstadt                  | 6         | 1304  | ja   |
| Lörrach                   | Cineplex Metropolis                 | 5         | 840   | ja   |
| Lörrach                   | Union                               | 2         | 240   | nein |
| Mannheim                  | Cineplex Mannheim                   | 10        | 2367  | ja   |
| Marburg                   | Cineplex Marburg                    | 7         | 1708  | ja   |
| Marburg                   | Capitol                             | 4         | 467   | ja   |
| Marburg                   | Kammer Filmkunsttheater             | 3         | 425   | nein |
| Meitingen                 | Cineplex Meitingen                  | 7         | 800   | ja   |
| Memmingen                 | Cineplex Memmingen                  | 10        | 1261  | ja   |
| Münster                   | Cineplex Münster                    | 9         | 2645  | ja   |
| Münster                   | Schloßtheater                       | 3         | 441   | ja   |
| Naumburg                  | Cineplex Naumburg                   | 5         | 784   | ja   |
| Neckarsulm                | Cineplex Neckarsulm                 | 7         | 1941  | ja   |
| Neufahrn bei Freising     | Cineplex Neufahrn                   | 16        | 1446  | ja   |
| Neumarkt in der Oberpfalz | Cineplex Neumarkt                   | 7         | 846   | ja   |
| Neustadt                  | Cineplex Neustadt                   | 10        | 1250  | ja   |
| Neu-Ulm                   | Dietrich Theater                    | 11        | 2766  | ja   |
| Nürnberg                  | Cineplex Admiral                    | 5         | 1000  | ja   |
| Olpe                      | Cineplex Olpe                       | 5         | 786   | ja   |
| Paderborn                 | Cineplex Paderborn                  | 8         | 1803  | ja   |
| Passau                    | Metropolis                          | 3         | 588   | nein |
| Passau                    | Scharfrichter-Kino                  | 1         | 74    | nein |
| Passau                    | Cineplex Passau                     | 8         | 1385  | ja   |
| Penzing                   | Cineplex Penzing                    | 11        | 1334  | ja   |
| Pforzheim                 | rex-Filmpalast                      | 6         | 596   | ja   |
| Reutlingen                | Cineplex Planie                     | 8         | 1230  | ja   |
| Rudolstadt                | Cineplex Rudolstadt                 | 6         | 839   | ja   |
| Saalfeld                  | Cineplex Saalfeld                   | 4         | 464   | ja   |
| Selb                      | Kinocenter                          | 4         | 451   | ja   |
| Siegburg                  | Cineplex Siegburg                   | 7         | 1591  | ja   |
| Singen am Hohentwiel      | Cineplex Singen                     | 8         | 1306  | ja   |
| Suhl                      | Cineplex Suhl                       | 7         | 1136  | ja   |
| Troisdorf                 | Cineplex Troisdorf                  | 5         | 912   | ja   |
| Ulm                       | Obscura                             | 2         | 368   | nein |
| Ulm                       | Mephisto                            | 2         | 235   | nein |
| Ulm                       | Lichtburg                           | 1         | 267   | nein |
| Vilsbiburg                | Cineplex Vilsbiburg                 | 7         | 640   | ja   |
| Warburg                   | Cineplex Warburg                    | 6         | 1088  | ja   |
| Wiesbaden                 | Arkaden                             | 1         | 535   | ja   |
| Wiesbaden                 | Thalia/Hollywood                    | 2         | 786   | ja   |
| Wiesbaden                 | Apollo-Kino-Center                  | 5         | 656   | ja   |